# 松沢美香
松沢 美香（まつざわ みか（旧姓：堀）、1977年2月24日 - ）は北海道北見市（旧常呂町）出身の元カーリング選手。北海道網走南ヶ丘高等学校卒業。身長157cm、体重47kg（ソルトレイク五輪当時）。右利き。選手生活の後期は小仲（こなか）姓で活動した。

## 来歴・人物
カーリングチーム「ホワイトエンジェル」のスキップとして日本ジュニアカーリング選手権に2度優勝し、高校3年のときに、それまではライバルでもあった2学年下の加藤章子、林弓枝、小野寺歩らのチーム「シムソンズ」に加わる。2002年のソルトレイクシティオリンピックにリードとして出場するが8位という結果に終わる。五輪後のチーム解散に際し現役を引退し、現在は札幌市で会社員を務める。
2006年2月に公開された映画『シムソンズ』では、札幌市で行われた舞台挨拶に特別ゲストに招かれた。

## 主な成績

### 選手
1993-1994年シーズン
- 世界ジュニア選手権（ブルガリア・ソフィア）：9位

1994-1995年シーズン
- 世界ジュニア選手権（スコットランド）：7位

1996-1997年シーズン
- 世界ジュニア選手権（長野県軽井沢町）：5位（予選リーグ：5勝4敗）

1997-1998年シーズン
- 世界ジュニア選手権（カナダ、オンタリオ州サンダーベイ）：準優勝（予選リーグ：8勝1敗　1位）

1998-1999年シーズン
- 日本選手権（北海道常呂町）：優勝
- パシフィック選手権（カナダ、ブリティッシュ・コロンビア州クオリカムビーチ）：優勝
- 世界選手権（カナダ、ニュー・ブランズウィック州セント・ジョン）：9位（予選リーグ：3勝6敗　9位）

2000-2001年シーズン
- 日本選手権（北海道常呂町）：優勝
- 世界選手権（スイス・ローザンヌ）：7位（予選リーグ：4勝5敗　予選落ち）

2001-2002年シーズン
- パシフィック選手権（韓国・全州）：2位（予選リーグ：8戦全勝）
- ソルトレイクシティオリンピック：8位（予選リーグ：2勝7敗　予選落ち）